# Kevin O’Connor (Bischof)
Kevin O’Connor (* 30. Mai 1929 in Liverpool; † 5. Mai 1993 in Fleetwood, Lancashire) war ein britischer römisch-katholischer Geistlicher und Weihbischof in Liverpool.

## Leben
Kevin O’Connor empfing am 12. Juni 1954 in der Kapelle des Priesterseminars St. Joseph in Up Holland durch den Erzbischof von Liverpool, William Godfrey, das Sakrament der Priesterweihe.
Am 28. Mai 1979 ernannte ihn Papst Johannes Paul II. zum Titularbischof von Glastonia und zum Weihbischof in Liverpool. Der Erzbischof von Liverpool, Derek Worlock, spendete ihm am 3. Juli desselben Jahres in der Liverpool Metropolitan Cathedral die Bischofsweihe; Mitkonsekratoren waren der Bischof von Middlesbrough, Augustine Harris, und der Weihbischof in Liverpool, Joseph Gray.